# Parallorchestes zibellina
Parallorchestes zibellina är en kräftdjursart som beskrevs av Darjavin 1937. Parallorchestes zibellina ingår i släktet Parallorchestes och familjen Hyalidae. Inga underarter finns listade i Catalogue of Life.